# Javier Fernández Franco
Javier Fernández Franco (Florida, Valle del Cauca; 28 de septiembre de 1964), es un relator de fútbol colombiano, es el narrador principal los partidos de la Selección Colombia de Fútbol en Fútbol RCN
Se le conoce como El cantante del gol, y se le considera uno de los mejores narradores de Colombia de la escuela periodística y narrativa de William Vinasco.

## Biografía
Inició su carrera en la radio donde relató y narró partidos en el Circuito Radial de Todelar en 1989, en Campeonato Nacional y la Selección de fútbol de Colombia.
Fue presentador deportivo en el noticiero Notipacífico y en el programa semanal Notideportes, también debutó como presentador en el concurso Festival millonario, ambos en el canal regional de televisión Telepacifico. 
Antes de debutar en televisión continuó su carrera de narrador en la desaparecida cadena radial Armony Records en la ciudad de Cali.
En 1998 se presentó en el noticiero En Vivo 9:30 por el Canal A.
En 1999 ingresa a RCN Televisión para narrar junto a Carlos Antonio Vélez y Ricardo Henao, los partidos del Fútbol Profesional Colombiano, la Copa Libertadores 1999, la Copa América 1999 hasta el 2001 en el programa Nuestro Fútbol RCN.
El cantante del gol, como es conocido, pues este relator vallecaucano, en el pasado fue directivo del América de Cali, por lo que algunos lo han etiquetado como seguidor del cuadro escarlata. Sin embargo, Javier Fernández Franco es reconocido hincha del Deportivo Cali.
En 2002 debutó como narrador principal de los partidos del Fútbol Profesional Colombiano a través del también desaparecido operador satelital Sky, compartiendo equipo con Carlos Julio Guzmán. En ese mismo año presentaba el programa dominical deportivo llamado Goles y Golazos que se emitía por el Canal A. Con Javier Fernández, lo acompañaba en la presentación otro de los periodistas más reconocidos a nivel nacional como lo es César Augusto Londoño. 
Ya para el año 2003, Javier Fernández continuó su carrera como narrador de fútbol, en esa oportunidad trabajando hasta mediados de ese año en Señal Colombia y en el Canal Uno con el mismo objetivo de transmitir cada uno de los partidos del FPC que se emitían en los dos canales públicos los sábados en la noche.
Su proceso en la televisión inició en 2006, cuando ingresa a Caracol Televisión a narrar junto a Javier Hernández Bonnet, William Vinasco, Adolfo Pérez, Ricardo Orrego y Juan Manuel González el Mundial de Corea-Japón 2002 y después con Carlos Alberto Morales, Juan José Peláez y Ricardo Orrego los partidos de la Selección de fútbol de Colombia, el Mundial de Alemania 2006, la Eurocopa 2008, el Mundial de Sudáfrica 2010, Mundial de Brasil 2014, Mundial de Rusia 2018, Eurocopa 2020, la Copa América 2004 la Copa América 2007, Copa América 2011, Copa América 2015 y la Copa América Centenario, los partidos amistosos de la FIFA y las Eliminatorias Sudamericanas al mundial. Además ha narrado en torneos de Clubes como la Copa Libertadores de América, la UEFA Champions League y la UEFA Europa League. También ha narrado para Blu Radio los partidos de Fútbol Colombiano.
En 2012 trabajó en la cadena Todelar, donde narraba los partidos de los equipos América de Cali y Deportivo Cali a través de la emisora La Voz de Cali. Finalmente antes de estar con el Gol Caracol en 2012, Javier Fernández vuelve a relatar un partido del Fútbol Profesional Colombiano por la señal de DirecTV (más tarde se convertiría en Win Sports) relató el partido entre Deportes Tolima e Independiente Santa Fe por la fecha 2 del Torneo Apertura 2012, con él lo acompañó en los comentarios el también periodista Iván Mejía.
El 29 de enero del 2019 se desvinculó del Gol Caracol, espacio de Caracol Televisión y de la emisora Blu Radio por problemas comerciales. El 7 de abril de 2019, regresó a narrar el Fútbol Profesional Colombiano 12 años después, ingresando al canal Win Sports  El 4 de mayo de 2019 regresó a Canal RCN para relatar los partidos de la Selección Colombia Sub-20 de la Copa Mundial de Fútbol Sub-20 de 2019 después de 18 años. Después de la eliminación de la Selección de fútbol sub-20 de Colombia siguió relatando la Liga Águila el 14 de julio de 2019 en los canales Win Sports actualmente y en el Canal RCN en algunas ocasiones con Eduardo Luis López supliendo a Jotas Mantilla hasta diciembre de 2019. 
El 3 de septiembre de 2019 regresó y se revinculo a Noticias RCN a presentar la sección deportiva de las 7 p. m. junto con Andrea Guerrero contratado por el director de ese entonces Juan Lozano Ramírez luego del excelente trabajo que hizo relatando la Copa Mundial de Fútbol Sub-20 de 2019.
En 2022 se encargó de narrar los partidos del Copa Mundial de la FIFA Catar 2022 en Canal RCN al lado de Carlos Antonio Vélez, en otros partidos los narraba Eduardo Luis López, con el comentarista argentino de Win Sports, Gonzalo de Feliche, algunos partidos del Mundial los narraba en RCN Radio. 
Es actualmente amado por otros y odiado por todos por sus opiniones políticas anti-izquierdistas y gritos largos en sus relatos de cada gol.

### Logros
Apareció en el Top 10 de relatores latinos populares durante la Copa Mundial de Fútbol de 2014 realizada por un diario deportivo brasileño. En 2011 fue distinguido como el mejor narrador deportivo de Colombia.

### Filmografía
En 2015 apareció como participante en la primera temporada del programa de Caracol Televisión Tu cara me suena imitando a José Luis Rodríguez "El Puma", Rubén Blades, Alci Acosta, Vicente Fernández y Fher (Maná).
En 2009 su voz apareció en la película de Colombia Mi gente Linda, Mi gente Bella, en un escena donde se mostraba un partido de la Selección Colombia, y en la película de Netflix Triple frontera.